# 映画マイリトルポニー プリンセスの大冒険
『映画マイリトルポニー プリンセスの大冒険』（原題: My Little Pony: The Movie）は、2017年にアメリカ合衆国およびカナダで制作されたアニメーション映画。『マイリトルポニー』シリーズの本格的な劇場版作品。

## 概要
『マイリトルポニー〜トモダチは魔法〜』の初となる本格的な劇場版作品。前作までの小規模公開とは異なる大規模公開で世界各国で公開された。
原語版では、エミリー・ブラント、リーヴ・シュレイバー、ゾーイ・サルダナといった映画俳優や、シンガーソングライターでもあるシーアが起用されている。
日本での劇場公開は見送られ、1年後に『バンブルビー』が劇場公開される前、DVD版及びレンタル版が開始された。
吹き替え版のメインキャストは『マイリトルポニー～トモダチは魔法～』のキャストが引き続き担当している。また、2018年にハズブロが再び日本法人として「ハズブロジャパン合同会社」を設立したため、本作以降における吹き替え版の制作協力は、ハズブロジャパンが担当している。
本作ではポニーの新たな種族となる「シーポニー」が登場した。

## あらすじ
エクエストリアのポニーたちは、カンタロットで姫のトワイライトスパークルが監督する最初のフレンドシップ・フェスティバルの準備する。祭りは、ストームキングからエクエストリアの王女たちを捕らえ、折れた角を元に戻す代わりに神秘的な杖に魔法を与えるよう命じられたユニコーンのテンペストシャドウが指揮する怪物の軍勢により中断された。テンペストは魔法のオーブを使って王女たちを石化させるが、トワイライトは5人の友達のピンキーパイ、レインボーダッシュ、ラリティ、アップルジャック、フラッターシャイとドラゴン相棒であるスパイクと共に逃げる。
プリンセスセレスティアから不完全な指示に従って、トワイライトたちはエクエストリアを超えて「カバの女王」を探す。

## 登場キャラクター
ゲストキャラクター以外はマイリトルポニー〜トモダチは魔法〜#登場キャラクターも参照。
テンペストシャドー（Tempest Shadow）
声 - 小林沙苗 / エミリー・ブラント
濃い紫色のボディと赤紫色のたてがみのユニコーン。本当の名は『フィズルポップベリーツイスト』である。
ストームキング（Storm King）
声 - 小原雅人 / リーヴ・シュレイバー
天候を利用とする強化する魔法を求めてエクエストリアを乗っ取ろうとする。由来は『風の王』の意味である。
セラーノ船長（Captain Celaeno）
声 - 佐古真弓 / ゾーイ・サルダナ
ストームキングの配達員された擬人化オウムでぎざぎざな海賊船長。
キャパー（Capper）
声 - 浪川大輔 / テイ・ディグス
心の良い茶色な擬人化な猫。
プリンセス・スカイスター（Princess Skystar）
声 - 潘めぐみ / クリスティン・チェノウェス
シーポニーのプリンセス。
クイーン・ノヴォ（Queen Novo）
声 - 品田美穂 / ウゾ・アドゥーバ
シーポニーの1人。
グラバー（Grubber）
声 - 岡井カツノリ / マイケル・ペーニャ
賢明なハリネズミのテンペストシャドーのエスコート役。
ソングバード・セレナーデ（Songbird Serenade）
声 - 熊谷海麗 / シーア
エクエストリアのペガサスで有名なポップスター歌手。

## 用語
シーポニー
ポニーの種族のひとつで、下半身が人魚の姿になっている。
他の種族とは異なりキューティーマークはないが、地上でも水中でも息ができる。地上へ上がるときはアリコーンとそっくりな姿に変化する。
他の種族のポニーもシーポニーに変化することが可能で、その際にキューティーマークは上のひれの部分についている。

## キャスト
| 役名                     | 原語版声優                 | 日本語吹き替え   |
| ------------------------ | -------------------------- | ---------------- |
| トワイライトスパークル   | タラ・ストロング           | 沢城みゆき       |
| ピンキーパイ             | アンドリア・リブマン       | 三森すずこ       |
| レインボーダッシュ       | アシュリー・ボール         | 橘田いずみ       |
| アップルジャック         | アシュリー・ボール         | 徳井青空         |
| ラリティ                 | タバサ・セント・ジェルマン | 佐々木未来       |
| フラッターシャイ         | アンドリア・リブマン       | 加藤英美里       |
| スパイク                 | キャシー・ウェーゼルク     | くまいもとこ     |
| プリンセスセレスティア   | ニコール・オリバー         | 井上喜久子       |
| プリンセスルナ           | タバサ・セント・ジェルマン | 本田貴子         |
| プリンセスケイデンス     | ブリット・マキリップ       | 高垣彩陽         |
| ビッグマッキントッシュ   | ピーター・ニュー           | 白熊寛嗣         |
| テンペストシャドー       | エミリー・ブラント         | 小林沙苗         |
| ストームキング           | リーヴ・シュレイバー       | 小原雅人         |
| セラーノ船長             | ゾーイ・サルダナ           | 佐古真弓         |
| キャパ―                  | テイ・ディグス             | 浪川大輔         |
| プリンセス・スカイスター | クリスティン・チェノウェス | 潘めぐみ         |
| クイーン・ノヴォ         | ウゾ・アドゥーバ           | 品田美穂         |
| グラバー                 | マイケル・ペーニャ         | 岡井カツノリ     |
| ソングバード・セレナーデ | シーア                     | 熊谷海麗         |
| ヴァーコ                 | ブライアン・トブソン       | 辻井健吾         |
| ボイル                   | マックス・マーティーニ     | こばたけまさふみ |
| 眼帯の鳥                 | 声の出演なし               | 田所陽向         |
| コードレッド             | アダム・ベンジス           | バトリ勝悟       |
| パーティーフェイバー     | サム・ヴィンセント         | 渡井奏斗         |

## 評価
レビュー・アグリゲーターのRotten Tomatoesでは66件のレビューで支持率は47%、平均点は5.10/10となった。Metacriticでは13件のレビューを基に加重平均値が39/100となった。